# Veljko Inđić
Veljko Inđić (serbisch-kyrillisch Вељко Инђић; * 6. April 1984 in Pančevo, SFR Jugoslawien) ist ein serbischer Handballspieler.

## Karriere

### Verein
Der 1,92 m große Kreisläufer spielte in Serbien und Montenegro für den RK Roter Stern Belgrad. Ab Januar 2006 lief er für den tschechischen Erstligisten HCB Karviná auf, mit dem er 2007 und 2008 die Meisterschaft und den Pokal gewann. Anschließend lief er sechs Spielzeiten für den französischen Erstligisten US Ivry HB auf. Nachdem Ivry 2014 erstmals in der Vereinsgeschichte abgestiegen war, wechselte er zum französischen Drittligisten Saint-Marcel Vernon Handball, mit dem er 2017 in die zweite Liga zurückkehrte. Nachdem SMV aus finanziellen Gründen 2019 und 2020 bis in die vierte Liga abgestiegen war, schloss er sich in der Saison 2020/21 Saint-Cyr-sur-Loire Handball an. Nach einer Saison kehrte er zu SMV in die dritte Liga zurück.

### Nationalmannschaft
Bei den Mittelmeerspielen 2009 gewann Inđić mit der serbischen Nationalmannschaft die Goldmedaille.